# آبا (أفاتار)
آبا (بالإنجليزية: Appa) (بالصينية: 阿柏) هو شخصية خيالية من مسلسل الرسوم المتحركة من نكلوديون أفاتار: أسطورة أنج. في المسلسل، آبا معروف بأنه الثور الطائر - حيوانات لها القدرة على الطيران - الوحيد المتبقي والحيوان المرشد للبطل آنغ. دي برادلي بيكر هو من يؤدي صوتيًا آبا مع عدة حيوانات أخرى في المسلسل والفيلم.

## وصلات خارجية
- آبا في قاعدة بيانات الأفلام على الإنترنت